# Federación Deportiva de México de Hockey sobre Hielo
Federación Deportiva de México de Hockey sobre Hielo kontrollerar den organiserade ishockeyn i Mexiko. Förbundet inträdde den 30 april 1985 i IIHF.

### Fotnoter
1. ↑  ”Mexico”. International Ice Hockey Federation. http://www.iihf.com/iihf-home/countries/mexico.html. Läst 9 april 2012.